# Shang Xiao Xin
Xiao Xin (小辛; Xiǎo Xīn), död 1261 f.Kr., var en kinesisk kung inom den forna Shangdynastin. Xiao Xin regerade från år 1263 f.Kr. till 1261 f.Kr.. Xiao Xins personnamn var Song (頌) och han titulerades i orakelbensskriften och Shiji med sitt postuma tempelnamn "小辛".
Xiao Xin hade tre bröder, Pan Geng, Xiao Yi och Yang Jia, som alla regerade under olika perioder. Även deras far Zu Ding var en tidigare kung inom dynastin. Xiao Xin efterträdde sin bror Pan Geng som kung inom Shangdynastin efter att brodern avlidit.
Under Xiao Xins regeringstid var Shangdynastins makt åter på tillbakagång. Xiao Xin styrde dynastin från staden Yin. Xiao Xin avled under sitt tredje regeringsår och efterträddes av sin bror Xiao Yi.